# 彼らが最初共産主義者を攻撃したとき
『彼らが最初共産主義者を攻撃したとき』（かれらがさいしょきょうさんしゅぎしゃをこうげきしたとき）は、ドイツのルター派牧師であり反ナチ運動組織告白教会の指導者マルティン・ニーメラーの言葉に由来する詩。
ニーメラー自身は原稿の無いスピーチの中で成立してきた言い回しで詩として発表されたものではないとしており、厳密な意味でのオリジナルは存在していない。この言い回しはおそらく1946年頃に生まれたと見られ、1950年代初期にはすでに詩の形で広まっていた。

## 内容
基本的な内容は、国民社会主義ドイツ労働者党（ナチ党）が迫害対象を徐々に拡大していく様に恐怖を感じつつも、「自分は当該集団の関係者じゃないから」と見て見ぬふりをしていたら、己がいざ迫害対象になった際、社会には声を上げてくれる人はもう誰もいなかったというもの。
強いメッセージ性を内包するため、政治への無関心層へ向けた呼びかけとして世界各国で広く引用されてきたが、ニーメラー自身もしばしば言い回しを変えたことや、引用者によって修正・付加されたりしたため、多くの版が存在する。こうした版では新たな迫害の対象に追加される集団には、社会主義者（社会民主主義者）、労働組合員、ユダヤ人、障害者、カトリック教会、エホバの証人、都市労働者などが挙げられ、順序も前後する。なお、最初に連行する対象として挙げられるのは必ず共産主義者である。
ニーメラーは1976年のインタビューで、「共産主義者、労働組合、社会民主党、ユダヤ人」の順序で言及したものが最初であると回答しているが、1946年には「共産主義者、不治の病の患者、ユダヤ人やエホバの証人、ナチスによって占領された国の人々」の順で言及したスピーチがあり、彼の回想は正確ではないと見られている。

## ニーメラー財団による詩
ニーメラー財団は、1976年のニーメラーに対するインタビューを元として詩を再編成している。ニーメラー自身はこのインタビューでユダヤ人迫害についても言及しているが、財団が作成した詩にはユダヤ人が言及されていない。財団はニーメラーが1933年9月に反ナチ運動を開始し、1937年に強制収容所に収監されていることから、ユダヤ人が収容され始めた時期や、カトリック教会への攻撃が本格化した時期を体感できなかったと見ている。

## 引用された詩

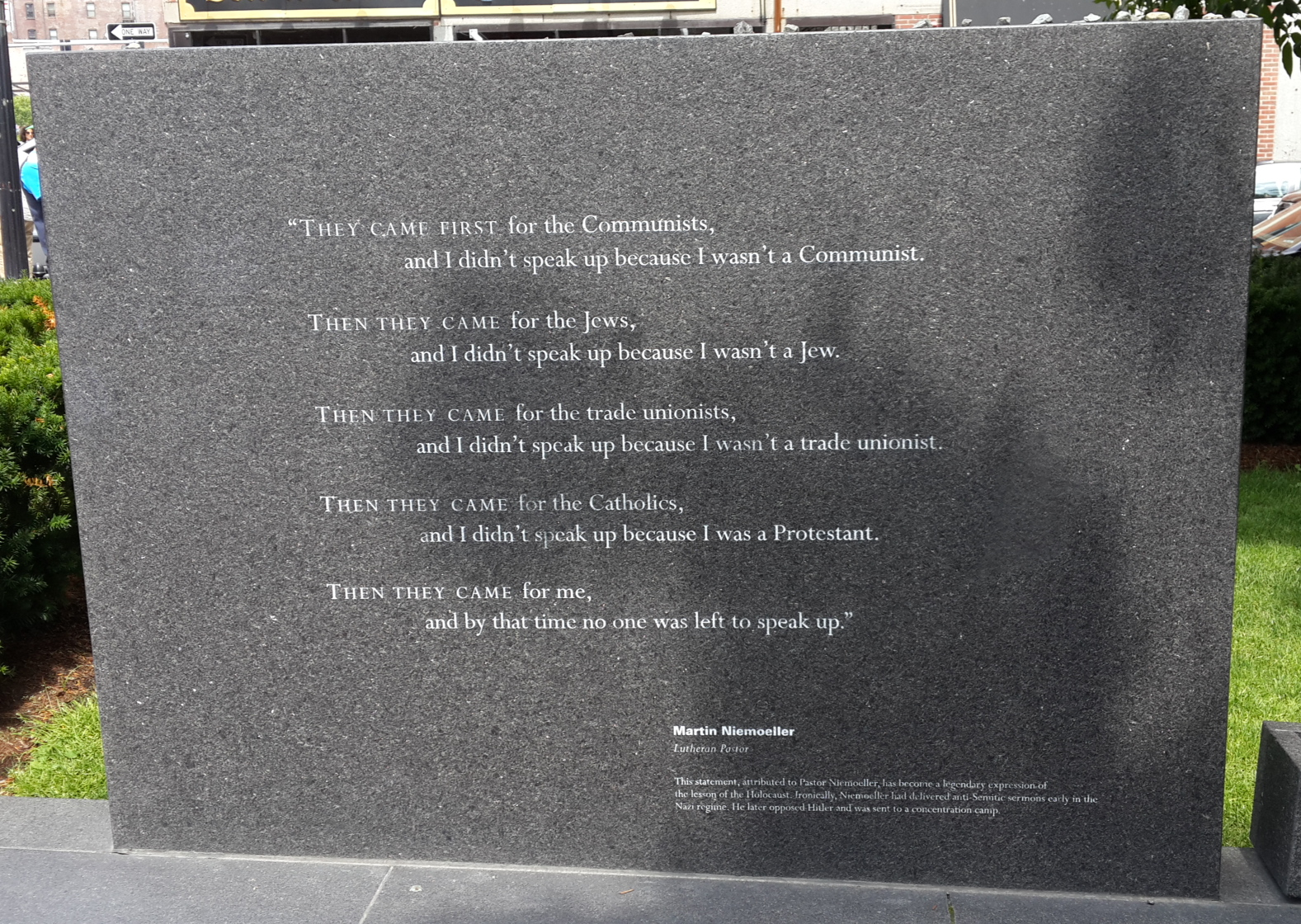
ニューイングランドホロコースト記念博物館に掲示された碑文

### ミルトン・マイヤーによる記述
ミルトン・マイヤーは1955年の著書『彼らは自由だと思っていた』において、ドイツ人の教授から聞いた話としてニーメラーの行動について以下のように記している
丸山眞男は、論文「現代における人間と政治」（1961年）の中で、同書からの引用として紹介し以下のように訳した。

### その他の引用について
1950年代にアメリカ合衆国でこの詩が紹介されたとき、共産主義者の下りは削除されていることが多かった。「共産主義の脅威」が喧伝されマッカーシズムと赤狩りの真っ最中だった社会背景を反映してのことである。1968年には連邦議会において、実業家のハワード・ジョセフ・サミュエルズが「ユダヤ人→カトリック教徒→実業家と労働組合→プロテスタント教会」の順序のバージョンで引用し、同年にヘンリー・シェルコプフ・ロイス議員がそれを孫引きしている。英国と米国でよく見られるポスターには、「社会主義者→労働組合員→ユダヤ人→私」と続き、やはり共産主義者の存在が削除されている。一方、『タイム』で第二次世界大戦勃発50周年の1989年8月28日に発表された版では「共産主義者→ユダヤ人→カトリック教会→私」と続く。
この詩は社会派音楽にも影響を与えた。たとえばクリスティ・ムーアの「Yellow Triangle」など。また、別の社会問題を取り上げたりする際に、言及する対象を変えた版も作成されている。